# Stavanger Oilers
Stavanger Oilers je profesionální norský hokejový tým. Byl založen v roce 2001.